# Gertrude Mongella
Gertrude Ibwengwe Mongella (Isla Ukerewe, 13 de septiembre de 1945) es una docente, política y diplomática tanzana. Asumió la primera presidencia del Parlamento Panafricano tras su creación (2004-2008) siendo la única mujer que hasta el momento lo ha presidido. También es internacionalmente conocida porque en los años 1990 fue alta funcionaria de Naciones Unidas y dirigió una conferencia clave sobre los derechos de las mujeres, la Conferencia Mundial sobre la Mujer de 1995 celebrada en Beijing.
Previamente, como parlamentaria en Tanzania trabajó para avanzar políticas de desarrollo antes de ser nombrada ministra cuando tenía treinta años. Entre 1985 y 1991 estuvo el frente de varios Ministerios: Fomento, Medio Ambiente y Turismo. Trabajó activamente por los derechos de las mujeres tanzanas. Representó a su país en diferentes conferencias internacionales. Fue fundadora de la ONG tanzana Apoyo para las mujeres en África –Advocacy for Women in Africa (AWA)–.

## Biografía
Nació el 13 de septiembre de 1945 en Ukerewe, una pequeña isla del lago Victoria en Tanganica –República Unida de Tanzania–. Cuando tenía doce años abandonó Ukerewe, para asistir a un colegio de la orden Maryknoll, cuyo objetivo era educar a una generación de mujeres preparadas para participar en el desarrollo del país tras obtener la independencia de Reino Unido. En 1970 se graduó en Educación en la universidad de Dar es-Salam.

### Trayectoria
Durante cuatro años, de 1970 a 1975 fue docente en el Dar es-Salam Teachers Training College. Participó en el desarrollo de los planes de estudio para el Instituto de Educación de Adultos entre 1975 y 1978. En 1975 fue miembro de la asamblea legislativa del África Oriental. Fue de las primeras mujeres en formar parte del Partido de la Revolución de Tanzania –en suajili: Chama Cha Mapinduzi– participando en el consejo legislativo de 1975 a 1982 y más tarde como miembro del comité central de 1982 a 1987.
Ocupó varios puestos ministeriales, entre ellos el de ministra de Estado de Asuntos de la Mujer. Entre 1985 y 1987 fue ministra de Fomento, Medio Ambiente y Turismo.
Participó como presidenta del grupo africano y vicepresidenta de la Conferencia Mundial sobre la Mujer celebrada en Nairobi en 1985 donde evaluó los objetivos de Naciones Unidas y fue la representante de Tanzania en la Comisión sobre el Estado de la Mujer. Fue ministra sin cartera en la Oficina del Presidente. Fue nombrada Alta Comisionada de la India en 1991.
Representó a Tanzania en 1989 en la Comisión sobre el Estado de la Mujer y fue la directora de la comisión informativa creada para trabajar en la eliminación de la discriminación hacia la mujer un año después. Ese mismo año, en 1990, en Viena participó con otros expertos sobre el lugar que ocupa la mujer en la política. Se incorporó como miembro del Consejo de Administración del Instituto Internacional de Investigaciones y Capacitaciones de las Naciones Unidas (UN-INSTRAW), cuyo objetivo fue promocionar el papel de las mujeres.

En 1996, en el Foro del Liderazgo de Mujeres por la Paz en Johannesburgo, ya lo avanzaba: 
«Desde que todos reconocemos que las mujeres son víctimas de las guerras, debemos, directamente, involucrarlas en los procesos de paz para que con su sabiduría y compasión resuelvan los conflictos antes de que acaben en verdadera brutalidad. Hay, todavía, en África, muchos conflictos que excluyen a las mujeres».

Posteriormente fue asesora especial de la Secretaría Ejecutiva de la Comisión Económica para África de la ONU. Fundó la ONG Advocacy for Women in Africa. En 1995 presidió la IV Conferencia de la Mujer en Pekín. Con motivo de la IV Conferencia viajó a España y al Vaticano donde fue recibida por Juan Pablo II. Desde entonces se la conoce como Mamá Beijing. En su intervención señaló:
«Las mujeres siempre han estado al lado de los hombres en la lucha por abolir la esclavitud, liberar a los países del colonialismo, desmantelar el apartheid y logra la paz. Ha llegado la hora de que los hombres se unan a las mujeres en su lucha por la igualdad».
En 2004 fue elegida presidenta del nuevo Parlamento Panafricano, institución consultiva de la Unión africana creado ese mismo año, inspirada en la Unión Europea; un organismo promotor de la integración de los pueblos de África en el mundo cuyo objetivo, establecido por Mongella, es encontrar una sola voz para toda África y establecer un diálogo con organismos como el Parlamento Europeo. Fue designada presidenta del Comité Consultivo Internacional de la Organización de la Prensa Africana (APO) en 2008. Participó en el Grupo de Trabajo Regional sobre Salud Reproductiva organizado por la OMS. Fue observadora en el equipo de la Organización para la Unidad Africana durante las elecciones de Zimbawe. Formó parte de los 44 098 parlamentarios en el mundo con voz y poder para cambiar la vida de las madres y de sus criaturas en el mundo.
En el III Encuentro África-España Mujeres por un Mundo Mejor, realizado en Níger en el año 2008, donde se dieron cita los dirigentes de distintos países, incluido España, Gertrude Mongella en su discurso alertaba : «Si las mujeres se mueren, se muere África. Ellas comen las últimas y si hay poca comida se la ofrecen a los hombres y a los niños«. Los presentes en el Parlamento Panafricano defendieron el papel que deben ocupar las mujeres en la lucha contra la pobreza y como enfrentarse a la crisis alimentaria para lograr reducir la discriminación y las desigualdades sociales.
Participó en el III Encuentro con Mujeres que Transforman el Mundo celebrado en Segovia (España) el 16 de marzo de 2013, donde se dieron cita entre otras profesionales filósofas, científicas, abogadas y periodistas. En dicho encuentro intervino con la conferencia Acción por la igualdad, el desarrollo y la paz, en el que destacó el papel de la mujer en las luchas para abolir la esclavitud, el colonialismo, el apartheid en el marco de la lucha por la paz y la igualdad, un papel que dijo, es labor de hombres y mujeres.

## Premios y reconocimientos
- Premio Martin Luther King.[7]
- Premio Delta de Entendimiento Global.[7]